# Le sette ultime parole del nostro Redentore in croce
Le sette ultime parole del nostro Redentore in croce o Le sette ultime parole di Cristo sulla croce (in tedesco Die sieben letzten Worte unseres Erlösers am Kreuze; in latino Septem verba Christi in cruce) è una composizione di Joseph Haydn.
Commissionata nel 1786 e scritta originariamente nel 1787 per orchestra (Hob:XX:1) con il titolo Musica instrumentale sopra le 7 ultime parole del nostro Redentore in croce ovvero Sette Sonate con una introduzione ed alla fine un Terremoto, riscritta sempre nel 1787 per quartetto d'archi (Hob:XX:2; op. 51), ha conosciuto anche una riduzione per tastiera operata dall'editore di Haydn ancora nel 1787, con l'approvazione del compositore (Hob:XX:3). Fu rimaneggiata da Haydn in forma di oratorio per soli, coro e orchestra nel 1796 (Hob:XX:4).
Nel 2000 viene eseguita al Ravenna Festival diretta da Riccardo Muti con i Wiener Philharmoniker nella Basilica di Sant'Apollinare in Classe.

## Storia
La composizione fu commissionata da don José Sáenz de Santa María per le celebrazioni del Venerdì Santo nella chiesa della Santa Cueva di Cadice, ove si teneva una particolare cerimonia in occasione dei riti cristiani della Passione. Nella chiesa completamente oscurata da pesanti panni scuri apposti alle finestre, il celebrante recitava in latino le sette parole (brevi frasi) che la tradizione cristiana ricorda come le ultime pronunciate da Gesù sulla croce. Dopo l'enunciazione di ogni parola il celebrante ne proponeva un commento al quale seguiva un intervento musicale in funzione meditativa.

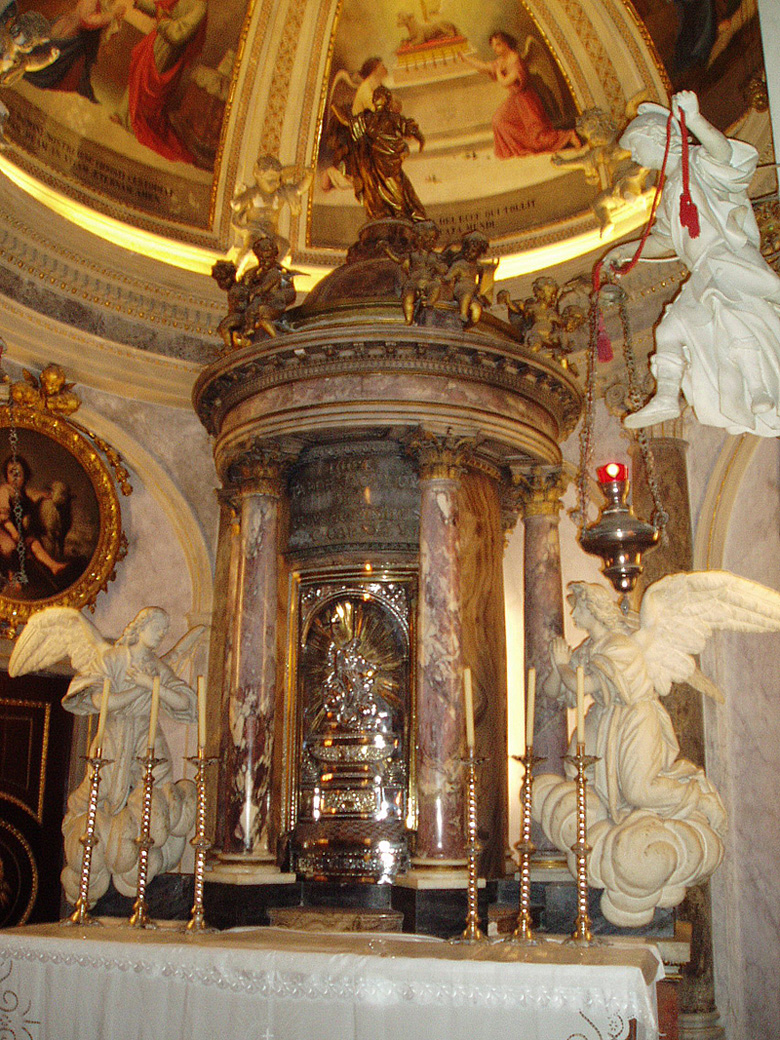
L'oratorio della Santa Cueva a Cadice.

Haydn, nel suo epistolario, rileva come la commissione fosse particolarmente difficile da soddisfare, per via degli stretti limiti formali imposti: doveva infatti trattarsi di sette movimenti lenti (dal Largo all'Adagio) della durata di circa dieci minuti ciascuno, che tuttavia non annoiassero gli ascoltatori. Haydn aggiunse un'introduzione e inoltre un finale dal tempo molto più animato, in contrasto con i movimenti precedenti (Terremoto, citazione del terremoto descritto in Matteo 27,51).
Per il resto, non potendo variare il tempo, il compositore ricorse a tutte le altre opzioni, come l'invenzione musicale propriamente detta, il ritmo, la dinamica, le modulazioni e la varietas tematica per rendere particolarmente espressivo il discorso musicale, il cui obiettivo era legato al contesto esecutivo, e dunque alla funzione di commento di ognuno dei momenti più intensi e commoventi della Passione.
Scrive infatti Haydn al suo editore di Londra, Forster, l'8 aprile 1787:
(Joseph Haydn)

## Struttura dell'opera
La struttura della composizione, come stabilita nelle incisioni contemporanee, è la seguente:
- Introduzione (Maestoso e adagio) in Re minore
- Sonata I (Largo) in Si♭ maggiore, Pater, dimitte illis, quia nesciunt quid faciunt (Padre, perdona loro, perché non sanno quello che fanno)
- Sonata II (Grave e cantabile) in Do minore, Hodie mecum eris in Paradiso  (Oggi sarai con me in Paradiso)
- Sonata III (Grave) in Mi maggiore, Mulier, ecce filius tuus (Donna, ecco tuo figlio)
- Sonata IV (Largo) in Fa minore, Deus meus, Deus meus, utquid dereliquisti me? (Mio Dio, mio Dio, perché mi hai abbandonato?)
- Sonata V (Adagio) in La maggiore, Sitio (Ho sete)
- Sonata VI (Lento) in Sol minore, Consummatum est (Tutto è compiuto)
- Sonata VII (Largo) in Mi♭ maggiore, In manus tuas, Domine, commendo spiritum meum  (Padre, nelle tue mani rimetto il mio spirito)
- Terremoto (Presto e con tutta la forza) in Do minore.